# Villa Amengual
Villa Amengual es una localidad chilena de la región de Aysén del General Carlos Ibáñez del Campo, perteneciente a la comuna de Lago Verde. Tiene una población de 121 habitantes.

## Descripción
Villa Amengual es una pequeña localidad de la comuna de Lago Verde, ubicada a un costado de la Carretera Austral y cercada por el río Travieso. Fue fundada en 1983 con el objetivo de unificar a los habitantes que vivían a lo largo del valle del río Cisnes.
Posee una localización estratégica, sobre todo para la actividad turística. Está en medio de la ruta que une la comuna de Cisnes y las ciudades de Puerto Aysén y Coyhaique. La reserva nacional Lago Las Torres, creada en 1982 junto al surgimiento de la Carretera Austral, es la principal atracción turística de la localidad. Además, es la puerta de entrada por el sur del Parque Nacional Queulat.

## Demografía
La localidad, según el censo de 2017, posee una población de 121 habitantes, de los cuales 60 son hombres y 61 son mujeres. Para el censo de 2002 la población total era de 161 habitantes.